# 工藤里紗
工藤 里紗（くどう りさ、1983年10月4日 - ）は、日本の女優、タレント、グラビアアイドル。本名の姓は非公表。ジャパン・ミュージックエンターテインメント（イー・コンセプト）所属。視力は左右1.5。英検3級を取得。

## 来歴
2004年10月8日、『音楽戦士 MUSIC FIGHTER』（日本テレビ）でタレントデビュー、バラエティ初登場。当時はエキサイティング・トリガー所属。同年12月10日、雑誌『FRIDAY』（講談社）でグラビアデビュー。
2005年1月8日、『うまッチ!』（フジテレビ）のお天気コーナーを2年間担当、初レギュラー。同年5月24日、『夜な夜なニュースいぢり X-Radio バツラジ』（TBSラジオ）でラジオ番組初登場。9月10日、東京都・日本橋三越で行われたイベント「LIVE!JRA」展のトークライブ「須田鷹雄の競馬な仲間たち」に参加。
2005年10月29日、『スリーピングフラワー』で女優デビュー、映画初主演。同年11月28日、「ジャパン・ミュージックエンターテインメント」のホームページリニューアルに伴い、公式プロフィールが新設。
2006年4月2日、横浜BLITZで行われたライブ「Girl's BOX 〜Spring Special Live〜2006」の進行アシスタントを務める。同年6月1日、初の公式ブログ「四輪工藤」が新設。6月26日、『週刊プレイボーイ』（集英社）主催の「第11回日本アイドルトレカ大賞・最優秀新人賞」を受賞。7月6日、『花嫁は厄年ッ!』（TBS）で連続ドラマ初レギュラー。7月15日、出演した『ラブ★コン』が全国ロードショー公開。10月24日、グランドハイアット東京で行われたパチスロの発表展示会「爆裂王2」に参加。12月3日、「第5回中山競馬」開催イベント「2006 GRAND FINALE in NAKAYAMA」のキャンペーンガールを務める。12月23日、フジテレビ社屋で行われたコンテスト「Miss of Miss Campus Queen Contest 2006」の審査員を務める。
2007年2月9日、『BOMB』3月号（学研プラス（現ワン・パブリッシング））の巻頭モデルとなる。同年7月8日、大井競馬場 トゥインクルステージで行われたイベント「ベガ賞 直前予想トークライブ」に参加。8月30日、Yahoo! JAPANで生配信された「yahoo!ライブトーク」の企画「第1回 グラビアアイドル ゼミナール」に参加。
2008年3月12日、演劇ワークショップ「TAKE1」五期生卒業公演『タクラマカン』で舞台初登場。同年10月19日、『地球感動配達人 走れ!ポストマン』でプライムタイムのバラエティ初レギュラー。
2009年5月24日、北海道・大空町で行われた「ノンキーランド芝桜まつり」で『消されたヘッドライン』の一日PR大使を務める。同年10月13日、『くるくるとしとしっと』で舞台初主演。
2011年12月6日、Mt.RAINIER HALL SHIBUYA PLEASURE PLEASUREで行われたライブ「らんTRIO」に参加。
2021年3月、グラビア誌『30plus プレミアムグラビアクイーン』で約11年ぶりにグラビア活動を再開。

## 人物
8歳上と1歳上の兄がいる三人兄妹の末っ子（長女）として、体重3200gで生まれる。両親は当初、名前を「紅」（べに）と付けようとしていたが、長男の一声で何個かある候補のうち「里紗」と命名した。漢字について、「里」は優しい子に育つようにと字体を柔らかい感じにしたかったこと、「紗」は同文字がサテンのイメージと合うことに由来する。幼少の頃は「りっちゃん」と呼ばれ親しまれていた。
小学時代は6年間の欠席が3日程だったことから皆勤賞をもらっていた。中学時代は陸上部に所属しており県大会にも出場したが、中学校に入ってから1年間で退部している。中2の時に50mを7秒フラットで走り、幼稚園児の頃からリレーのアンカーを務めていた。
高校時代は女子校に通い、高1の夏休みに神宮球場内スタンドでコカ・コーラの売り子をしたのを機に、高2から20歳くらいまで甘太郎でもアルバイトをしていた。そのほかにコンビニのレジ打ちをしていた。当時、元ヤンキーだったことは本人が『FLASH』『BOMB』に寄せた金髪姿の写真でも知られていたが、公言は2009年3月1日放送の『地球感動配達人 走れ!ポストマン』が初である。
卒業後は東京で一人暮らしをするとともに、フリーターとしての生活を送っていた。18歳の頃から何回かスカウトされていたが、デビューするなら20代になってからと決めていたことに加え、街頭での誘いをあまり信用していなかったため、あえて断っていた。20歳のとき、現在の芸能事務所に所属していた友人の兄から勧められ、その際に専務を紹介されたことをキッカケに芸能界入りする。
その後はアパレル工場でアルバイト（仕分け、検品、箱詰め などの作業）もしながらグラビアを中心に活動を始め、当初は実年齢より幼い顔立ち（いわゆる童顔）にスレンダーボディを持ち味とし、エロカワと称された。デビュー時から休止時に至るまで自然体かつ癒し系のスマイルに、ショーツの股上が浅い（いわゆるローライズの）ビキニを着用してクビレと腰骨を際立たせるスタイルをとる。
2005年以降この路線で各誌のグラビアを飾り、同年11月29日発売の雑誌『フライデー・スペシャル 05'総集編』計1000人が選ぶ「05'萌え大賞」 総合・女性有名人部門で167票（16.7%）を獲得し1位に、2006年3月14日発売の『デ・ビュー』（オリコン・エンタテインメント）計1000人が選ぶ「06'ブレイク期待のグラビアアイドルランキング」で3位に、同誌の「'06好きなグラビアアイドルランキング」で16位に、ランクインする。
2006年半ばにリリースされたグラビアから以前と比べ体型が変わったことを自身のブログにて人生で一番太ってしまい、デビュー当時にしていた断食（絶食）ダイエットを止めたことが影響したと、翌年に配信された「yahoo!ライブトーク」で語っている。近年は従来の華奢な身体やキュートさにとらわれず、健康的なイメージを維持しながらセクシーさやクールさも醸し出し、小悪魔と形容された。
2006年7月1日放送の『ラブ★コン』の宣伝番組『ドスペ2 ラブ★コンTV』に出演する予定であったが、当時レギュラーだった『うまッチ!』と放送時間が重なるため、出演を見送っている。また、同年7月8日に原宿クエストホールで行われた『ラブ★コン』プレミアム試写会「ゆかた祭り!」にも登壇する予定だったが、当日にウインズ札幌で『うまッチ!』の公開収録があったため、出場を辞退している。
2007年2月には芸能活動の傍ら、秦建日子主宰「TAKE1」のオーディションを受け五期生（合格者34人）として参加し、同年4月から1年間の演技講習を受ける。ブログは同年10月22日17時16分に更新の題名「トレカ」を最後に休止となり、2008年3月頃にリンク切れとなった。一方で、交友のあるタレントのブログには度々顔を出している。なお、移設前のはてなダイアリーは現在も閲覧できる。
2008年12月14日放送の『地球感動配達人 走れ!ポストマン』では、依頼人から預かった陶磁器をフィリピンまで届ける任務を引き受けた。渡航2日目に相手方の家へ到達したが当人はおらず、自分の娘のために出稼ぎへ行っているとのことだった。場所が約15000km 離れたバミューダ諸島で直行便はなく、また本人も別の仕事が入っていた。そのためスケジュール変更が可能かどうか所属事務所に電話していたが、いずれにせよ一旦帰国することになった。結果として、調整がつき当地に向かい依頼品を届けた。
また、フリーターの時は水川聖子名義で2005年12月9日発売のムック本『Be GIRLS photobook』に掲載されているグラビア部門の企画の一つである「Smiling!」というタイトルに登場しており、同企画のキャッチコピーは「噂のトーキョー美少女、初のオキナワロケで全開!タレ目スマイル!!」。同部門に計2029人が投票して、140票（6.9%）を獲得し8位にランクインしている。当時のプロフィールと現在のそれでは趣味、特技、スリーサイズは同じだが、誕生日と血液型に関しては1983年10月24日、AB型とそれぞれ異なる。
特技は暗記。とりわけ、短時間で集中して覚えることを得意とする。インフォシークの特集「タレントヒルズ」では、特技がホンモノかどうか抜き打ちテストを行った。内容は、当時『うまッチ!』のお天気キャスターを担当していたことに関連して事前に与えられた天気記号15種類（右下にカタカナが付いた6種類を除く）を覚えるというもの。試験はその中から10種類出題され、全問正解を果たす。
『うまッチ!』のコーナー「メインレースのピンポイント天気予報」では、「里紗の注目馬」として1着馬の予想を行っていた。通算成績は2005年:50戦5勝、2006年:40戦13勝。また、オンラインゲーム『競馬伝説Live!』に登場する調教助手「工藤美佐」のモデルであり、『うまッチ!』の立振舞いを元にキャラ設定された。雑誌『フライデー』でも同誌と競馬に関するコスプレの罰ゲームを賭けた予想対決をした。対戦成績は10戦1勝。唯一の的中は、第66回菊花賞 「ディープインパクト」 → 「アドマイヤジャパン」の馬単（二連勝単式）。

## 出演

### テレビドラマ
- 探偵ブギ 9話（2006年3月7日、TOKYO MXのみ） - 謎の女 役
- 都立水商!（2006年3月28日、日本テレビ系） - 山口麗羅 役
- 花嫁は厄年ッ!（2006年7月6日 - 9月21日、TBS系） - 唐木奈々 役
- ハケンの品格 6話（2007年2月14日、日本テレビ系） - 村瀬早苗 役
- 翼の折れた天使たち 4夜「商品」（2007年3月1日、フジテレビ系） - アイコ 役
- ユンゲル（2008年1月1日、フジテレビ系） - 黒田真由美 役
- おせん（2008年4月22日 - 6月24日、日本テレビ系） - 久保田冬子 役
- ザ・クイズショウ 6話（2008年8月9日、日本テレビ系） - 貢がせ女 役
- 霧の火 樺太・真岡郵便局に散った九人の乙女たち（2008年8月25日、日本テレビ系） - 井上昌子 役
- オー!マイ・ガール!! 7話（2008年11月25日、日本テレビ系） - 「愛誠病院」元看護師 役
- 超人ウタダ（2009年1月30日 - 3月20日、WOWOW） - 咲山マリエ 役
- 君のせい（2009年5月4日・5日、TBS系） - 木下莉乃 役
- 赤鼻のセンセイ（2009年7月8日 - 9月9日、日本テレビ系） - 滝川琴美 役
- ほんとにあった怖い話「憑く男」（2009年8月25日、フジテレビ系） - ウェイトレス 役
- 美丘-君がいた日々- 1話（2010年7月10日、日本テレビ系） - 夏子 役
- 霊能力者 小田霧響子の嘘 6霊（2010年11月14日、テレビ朝日系） - 斉藤いずみ 役
- 警視庁再犯防止課 真崎英嗣（2011年8月1日、TBS系） - 大井春奈 役
- リーガル・ハイ 3話（2012年5月1日、フジテレビ系） - 証人 役
- シェアハウスの恋人 2話・6話（2013年1月23日・2月20日、日本テレビ系） - 楠木秋穂 役
- ダンダリン 労働基準監督官 10話 - 最終話（2013年12月4日 - 11日、日本テレビ系） - 永島加奈子 役
- 恋するイヴ（2013年12月24日、日本テレビ系） - ユキ先生 役
- 花実のない森（2017年3月29日、テレビ東京系）

### バラエティ番組
- 音楽戦士 MUSIC FIGHTER（2004年10月8日 - 2005年4月8日、日本テレビ系）
- うまッチ!（2005年1月8日 - 2006年12月23日、フジテレビ系）
- 69★TRIBE ロック族（2005年10月18日 - 2006年1月10日、フジテレビのみ）
- まんとら〜マンガ虎の穴〜（2006年4月7日 - 2008年3月28日、tvkほか）
- 地球感動配達人 走れ!ポストマン（2008年10月19日 - 2009年3月1日、毎日放送／TBS系）

### 映画
- スリーピングフラワー（2005年10月29日、フォルム） - 坪井深雪 役 ／ 主演
- ラブ★コン（2006年7月15日、松竹） - 田中千春 役
- ラブレター 蒼恋歌（2006年11月25日、日本出版販売） - エリカ 役
- セレブが結婚したい13の悪魔（2007年2月5日、グロービック） - 鴨田育美 役 ／ 主演
- 最強兵器女子高生 RIKA（2008年2月18日、GPミュージアムソフト） - 香坂リカ 役 ／ 主演

### 舞台
- タクラマカン（2008年3月12日 - 16日、萬スタジオ） - ツキノ・マオリ 役
- Pain（2008年8月22日 - 31日、「劇」小劇場） - 佐藤依子 役
- くるくるとしとしっと（2009年10月13日 - 18日、赤坂レッドシアター） - 雨宮希歩 役 ／ 主演
- らん（2010年7月7日 - 11日、俳優座劇場） - お綾 役
- らん-2011 New version!!-（2011年5月22日 - 29日、前進座劇場） - お綾 役
- キダリダ（2011年9月14日 - 25日、SPACE107／ABCホール） - 洋子 役
- 真・桃太郎伝説（2012年10月11日 - 15日、SPACE107）
- タクラマカン（2013年5月31日 - 6月11日、あうるすぽっと／サンケイホールブリーゼ）

### CM
- フォーサイド・ドット・コム「For-side PLUS」（2005年10月 - 2006年9月）
- KDDI「メタルプラス電話」 『まとめて!篇』（2006年9月 - 2007年2月） 関東地方を除く
- ニコンイメージングジャパン（「kashi-kashi.com」とのコラボ企画）「Enjoyニコン」（2008年10月 - ） インターネット広告

### ネット配信
- はぴまり〜Happy Marriage!?〜（2016年6月22日 - 8月31日、Amazonプライム・ビデオ） - 三浦蓉子 役

### PV
- チナッチャブル「ハルハラリ」（2006年5月10日）

### ゲーム
- ファインダーラブ 工藤里紗 ファーストショットは君と。（2006年6月29日、カプコン） - 工藤里紗 役 ／ 主演

## 作品

### イメージビデオ
- Flower（2005年5月16日、イーネット・フロンティア）
- Risacchi!（2005年8月26日、マーレ）
- 危険な果実（2005年11月25日、リバプール）
- Let's りさりさ!!（2006年2月22日／2006年12月22日、リバプール） 初版はセブン-イレブン、サークルKサンクス限定発売
- RISA MAGIC（2006年6月25日、フォーサイド・ドット・コム／2008年7月25日、GPミュージアムソフト）
- RISA SEASON（2006年9月22日、フォーサイド・ドット・コム）
- 光彩（2007年3月20日、ラインコミュニケーションズ）
- 狂想曲（2007年5月30日、ソニー・ミュージックディストリビューション）
- 藍色〜Deep Blue〜（2007年8月24日、リバプール）
- ten（2008年3月19日、イーネット・フロンティア）
- return～ただいま（2021年7月21日、イーネット・フロンティア）

### その他
- VICTORY ROAD（2005年12月13日、フジ♪メロ） - SEAMO feat.Risacchi! 名義
- HIT'S LIMITED 工藤里紗 ファースト・トレーディングカード（2006年5月13日、ムービック）
- BOMB CARD LIMITED 工藤里紗 トレーディングカード（2007年10月6日、ムービック）
- 工藤里紗 オフィシャルグッズ 第1弾〜第14弾（2007年10月16日 - 2008年12月31日、富士フイルムイメージング）

## 書籍

### 写真集
- Risacchi!（2005年5月26日、アクアハウス） ISBN 4-8604-6097-9
- FELICIDADE（2005年11月10日、ワニブックス） ISBN 4-8470-2894-5
- サプリスマイル（2006年9月25日、白泉社） ISBN 4-5927-3237-5
- 狂想曲（2007年2月22日、学習研究社） ISBN 4-0540-3128-5
- アイランズ（2007年7月12日、小学館） ISBN 4-0910-3055-6

### 連載
- BOMB（2005年2月9日 - 2007年11月9日、学習研究社）
- フライデー (雑誌)「秋のGⅠ10番勝負 工藤里紗が本気で当てますッ!」（2005年9月30日 - 同年12月21日、講談社）
- street Jack「RISACCHIの女ゴコロを教えてアゲル!」（2006年4月24日 - 2007年3月24日、ベストセラーズ）

### その他（書籍）
- Be GIRLS photobook（2004年12月9日、ワークスジャパン） - 水川聖子 名義
- FUNKY! DVD Vol.4（2005年5月21日、宝島社） ISBN 4-7966-4631-0
- ビジョメガネ2（2006年6月24日、ソニー・マガジンズ） ISBN 4-7897-2873-0
- 工藤里紗 2006年カレンダー（2005年9月24日、トライエックス） ISBN 4-7774-2054-X
- 工藤里紗 2007年カレンダー（2006年9月21日、トライエックス） ISBN 4-7774-3042-1
- 工藤里紗 2008年カレンダー（2007年10月31日、トライエックス） ISBN 4-7774-4054-0